# Wadebridge
Wadebridge (in lingua cornica Ponsrys) è un paese di 6 351 abitanti della Cornovaglia, in Inghilterra.

## Amministrazione

### Gemellaggi
- Langueux, Francia